# Ladislav F. Dvořák

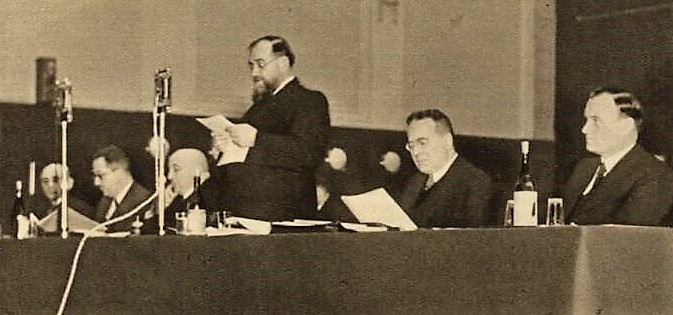
F. L. Dvořák - proslov na vedení Národní banky, 25. 2. 1939 (Pestrý týden)

Ladislav František Dvořák (31. května 1888, Hostěradice, okres Praha-západ – 1. května 1953, Praha) byl přední organizátor a teoretik českého zemědělského družstevnictví a jeden z hlavních národohospodářských expertů agrární strany v meziválečném období.

## Život
Ladislav F. Dvořák se narodil v rodině rolníka v Hostěradicích Josefa Dvořáka a jeho manželky Marie, rozené Kalašové. Vystudoval gymnázium v Praze, Truhlářské ulici, poté práva na Karlově univerzitě v Praze, kde promoval v roce 1912. Od roku 1913 byl úředníkem a od roku 1920 byl generálním ředitelem Ústřední jednoty hospodářských družstev. Od roku 1926 byl členem bankovní rady Národní banky československé, v letech 1933–1939 byl viceguvernérem a od února do března 1939 byl guvernérem Národní banky československé. Od roku 1939 do roku 1945 byl guvernérem Národní banky pro Čechy a Moravu v Praze. Mimo jiné byl též členem poradního sboru pro otázky hospodářské a Zemědělské akademie.

## Dílo
L. F. Dvořák byl autorem celé řady monografií o československém družstevnictví a lidovém peněžnictví.
- Nová válka světová. Praha: Nakladatelství Kotrba, 1921. 120 s.